# هوگو روسی
هوگو روسی (انگلیسی: Hugo Roussey؛ زادهٔ ۲ ژانویهٔ ۱۹۹۷) بازیکن فوتبال اهل فرانسه است.
از باشگاه‌هایی که در آن بازی کرده‌است می‌توان به باشگاه فوتبال سن-اتین اشاره کرد.